# Torneio Pré-Olímpico de Voleibol Masculino de 2015 - América do Sul
O Torneio Pré-Olímpico de Voleibol Masculino da América do Sul de 2015 foi a sexta edição qualificatória continental para os Jogos Olímpicos de Verão de 2016,  disputada em Maiquetía na Venezuela entre países do referido continente, no período de 9 a 11 de outubro.O campeão deste torneio obteve a qualificação para os referidos jogos olímpicos, o segundo colocado disputará o Pré-Olímpico Mundial I e o terceiro colocado o  Pre-Olímpico Mundial II (Intercontinental).

## Pré-Olímpico Sul-Americano
- Local: Domo José María Vargas, Venezuela

|     |           |     | Jogos | Jogos | Jogos | Resultados | Resultados | Resultados | Resultados | Resultados | Resultados | Sets | Sets | Sets  | Pontos | Pontos | Pontos |
| Pos | Equipe    | Pts | T     | V     | D     | 3–0        | 3–1        | 3–2        | 2–3        | 1–3        | 0–3        | V    | P    | R     | V      | P      | R      |
| --- | --------- | --- | ----- | ----- | ----- | ---------- | ---------- | ---------- | ---------- | ---------- | ---------- | ---- | ---- | ----- | ------ | ------ | ------ |
| 1   | Argentina | 8   | 3     | 3     | 0     | 2          | 0          | 1          | 0          | 0          | 0          | 9    | 2    | 4.500 | 262    | 191    | 1.372  |
| 2   | Venezuela | 6   | 3     | 2     | 1     | 0          | 1          | 1          | 1          | 0          | 0          | 8    | 6    | 1.333 | 302    | 309    | 0.977  |
| 3   | Chile     | 3   | 3     | 1     | 2     | 0          | 0          | 1          | 1          | 0          | 1          | 5    | 8    | 0.625 | 287    | 299    | 0.960  |
| 4   | Colômbia  | 1   | 3     | 0     | 3     | 0          | 0          | 0          | 1          | 1          | 1          | 3    | 9    | 0.333 | 254    | 306    | 0.830  |

Resultados
| Data   | Hora  |              | Placar |              | Set 1 | Set 2 | Set 3 | Set 4 | Set 5 | Total   | Relatório |
| ------ | ----- | ------------ | ------ | ------------ | ----- | ----- | ----- | ----- | ----- | ------- | --------- |
| 9 out  | 16:00 | 'Argentina ' | 3–0    | Colômbia     | 25–13 | 25–19 | 25–13 |       |       | 75–45   | 75–45     |
| 9 out  | 19:00 | Chile        | 2–3    | ' Venezuela' | 18–25 | 21–25 | 25–20 | 27–25 | 11–15 | 102–110 | 102–110   |
| 10 out | 16:00 | 'Argentina ' | 3–0    | Chile        | 25–22 | 25–17 | 25–19 |       |       | 75–58   | 75–58     |
| 10 out | 19:00 | 'Venezuela ' | 3–1    | Colômbia     | 25–19 | 25–22 | 23–25 | 31–29 |       | 104–95  | 104–95    |
| 11 out | 16:00 | Colômbia     | 2–3    | ' Chile'     | 36–34 | 20–25 | 18–25 | 30–28 | 10–15 | 114–127 | 114–127   |
| 11 out | 19:00 | Venezuela    | 2–3    | ' Argentina' | 12–25 | 25–22 | 12–25 | 27–25 | 12–15 | 88–112  | 88–112    |

### Classificação final
| Rank | Team      |
| ---- | --------- |
| 1    | Argentina |
| 2    | Venezuela |
| 3    | Chile     |
| 4    | Colômbia  |

### Prêmios individuais
| MVP (Most Valuable Player) | Sebastián Gevert  | Chile     |
| Oposto                     | Kervin Piñerua    | Venezuela |
| 1ª Ponteiro                | Ezequiel Palacios | Argentina |
| 2ª Ponteiro                | Facundo Conte     | Argentina |
| 1ª Central                 | Iván Márquez      | Venezuela |
| 2ª Central                 | Sebastián Solé    | Argentina |
| Líbero                     | Facundo Santucci  | Argentina |
| Levantador                 | Luciano De Cecco  | Argentina |